# Anfallet mot Strömstad
Anfallet på Strömstad var en strid som ägde rum 8 juli 1717 under stora nordiska kriget. Slaget stod mellan en dansk-norsk eskader ledd av Peder Tordenskjold och förband ur den svenska armén, som försvarade staden. Inga svenska fartyg deltog i striden.

## Bakgrund
Efter att i maj 1717 ha genomfört ett misslyckat angrepp mot Göteborg, sökte Tordenskjold ett nytt försök att komma åt den svenska arméns förbindelselinjer genom att rikta ett anfall mot Strömstad, som var huvuddepå för den svenska armén i Norge. Staden hade för den skull befästs med två batterier på Laholmen och två flankerande batterier på land. Stadens garnison omfattade 1800 man under befäl av generalmajor Johan Giertta.
Karl XII höll vid tidpunkten på att göra Strömstad till en viktig stödjepunkt för ett nytt krigsföretag mot Norge. Erfarenheterna från 1716, särskilt sjöslaget i Dynekilen, hade visat kungen nödvändigheten av att få en befäst hamn i närheten av norska gränsen och en tryggad upplagsplats för krigsförnödenheter. Inloppet till Strömstad var lätt att befästa, men svenskarna hade inte hunnit så långt med arbetet då Tordenskjold svor en dyr ed att "i grund ruinera" de nya anläggningarna, kosta vad det kosta ville. Den 4 juli ankrade en eskader under Tordenskjolds ledning utanför Strömstad. Den bestod av linjeskeppen Laaland, Fyen och Gøteborg. Några dagar senare anslöt skottpråmen Arca Noæ och fyra galärer.

## Slaget
Natten till den 8 juli varpades de danska fartygen in mot Strömstads hamn, där de vid 4-tiden på morgonen ankrade upp och började beskjuta hamnbefästningarna. Linjeskeppen koncentrerade sin beskjutning  på Laholmen. Efter några timmars artilleriförberedelse sändes de fyra galärerna in för att landstiga på den beskjutna holmen. Försvaret var dock inte nedkämpat och endast två galärer lyckades ta sig fram till stranden, där de utsattes för häftig beskjutning på nära håll av svenska soldater från Grenadjärbataljonen och Västerbottens regemente. Tordenskjold själv sårades i benet och danskarna tvingades att dra sig tillbaka. De danska förlusterna uppgick till 96 döda och 246 sårade enligt dansk källa. De svenska förlusterna torde ha varit avsevärt mindre.

## Efterverkningar
Svenskarna lyckades försvara sin förbindelselinjer för arméns operationer i Norge. Efter de två misslyckade attackerna mot Göteborg och Strömstad år 1717, fråntogs Tordenskjold för år 1718 befälet över danska flottan i Kattegatt och underställdes schoutbynachten Rosenpalm.
Det framgångsrika försvaret av Göteborg och Strömstad stärkte åter svenskarnas förtröstan efter de tidigare nederlagen. Den danska Nordsjöeskadern höll sig hädanefter mer i skymundan och inskränkte sin verksamhet till rent defensiva företag. Svenska fartyg kunde snart gå ostörda mellan Göteborg och Strömstad, åtminstone om de hade betäckning.

### Fotnoter
1. ↑  Grimberg, Carl. ”294 (Svenska folkets underbara öden / V. Karl XII:s tid från 1710 samt den äldre frihetstiden 1709-1739)”. runeberg.org. https://runeberg.org/sfubon/5/0304.html. Läst 18 april 2021.
2. ↑  Modig 2013, s. 96-97.
3. ↑  Modig 2013, s. 99-101.
4. ↑  Grimberg, Carl. ”297 (Svenska folkets underbara öden / V. Karl XII:s tid från 1710 samt den äldre frihetstiden 1709-1739)”. runeberg.org. https://runeberg.org/sfubon/5/0307.html. Läst 18 april 2021.